# Briușkiv, Kostopil
Briușkiv (în ucraineană Брюшків) este un sat în comuna Penkiv din raionul Kostopil, regiunea Rivne, Ucraina.

## Demografie
Componența lingvistică a localității Briușkiv
     Ucraineană (100%)
Conform recensământului din 2001, toată populația localității Briușkiv era vorbitoare de ucraineană (100%).